# Cmentarz żydowski w Stoczku
Cmentarz żydowski w Stoczku – nekropolia używana przez żydowską społeczność Stoczka. Znajduje się przy ul. Węgrowskiej 22, przed przystankiem autobusowym - patrząc od strony kościoła. Nie wiadomo kiedy dokładnie powstał. Najprawdopodobniej miało to miejsce w XIX wieku. Miał powierzchnię 0,93 ha. Zachowały się fragmenty zniszczonych nagrobków. W 1946roku umieszczono na cmentarzu tablicę upamiętniającą 188 ofiar likwidacji tutejszego getta. W 1984 roku  cmentarzu wzniesiono pomnik upamiętniający żydowskich mieszkańców Stoczka wywiezionych do niemieckiego obozu zagłady w Treblince.